# James Taliaferro
James Taliaferro (Orange, 1847. szeptember 30. – Jacksonville, 1934. október 6.) az Amerikai Egyesült Államok szenátora (Florida, 1899–1911).